# Static Prevails
 (décembre 2022).
Si vous disposez d'ouvrages ou d'articles de référence ou si vous connaissez des sites web de qualité traitant du thème abordé ici, merci de compléter l'article en donnant les références utiles à sa vérifiabilité et en les liant à la section « Notes et références ».
Albums de Jimmy Eat World
Jimmy Eat World (album) Jimmy Eat World (EP)
Static Prevails est le second album du groupe de rock américain Jimmy Eat World, sorti le 23 juillet 1996.

## Liste des titres
1. Thinking, That's All  (2.52)
2. Rockstar  (3.48)
3. Claire  (3.40)
4. Call It In The Air  (3.01)
5. Seventeen  (3.34)
6. Episode IV  (4.29)
7. Digits  (7.29)
8. Caveman  (4.35)
9. World Is Static  (3.57)
10. In The Same Room  (4.57)
11. Robot Factory  (3.59)
12. Anderson Mesa  (5.14)
13. 77 Satellites  (3.04)
14. What Would I Say To You Now  (2.34)